# Бєліков Сергій Борисович
Бєліков Сергій Борисович (нар. 26 червня 1953, Запоріжжя) — український учений-металознавець. Доктор технічних наук, професор. Академік АН ВШ України з 1999 р.

## Біографія
Народився 26 червня 1953 року, в Запоріжжі. У 1975 р. закінчив Запорізький машинобудівний інститут ім. В. Я. Чубаря (згодом — Запорізький державний технічний університет, ЗДТУ), потім навчався в аспірантурі на кафедрі металознавства цього ж інституту. Працював інженером, старшим науковим співробітником проблемної лабораторії, доцентом кафедри матеріалознавства, виконувачем обов'язків завідувача кафедри металознавства ЗДТУ. Навчався в докторантурі ЗДТУ (1995–1996), після чого працював професором кафедри фізичного матеріалознавства, проректором з навчальної роботи, завідувачем кафедр «Автомобілі», «Транспортні технології». У 1997–2020 рр. — ректор ЗДТУ (з 2001 р. — Запорізький національний технічний університет).
З 2000 р. — голова спеціалізованої ради із захисту кандидатських і докторських дисертацій ЗНТУ.
Голова Ради ректорів Запорізького вузівського центру. З 1998 р. — член Запорізького міськвиконкому. Віце-президент Запорізької спілки промисловців і підприємців «Потенціал».

## Наукова діяльність
Основні напрями наукової діяльності: сучасний стан і напрями удосконалення інженерної освіти; удосконалення системи керування (менеджменту) у вищому технічному навчальному закладі (технічний університет, академія); сучасні інформаційні технології і технології навчання, їхнє застосування з метою покращення організації навчального процесу; нові корозійностійкі жароміцні сталі і сплави для стаціонарного і суднового газотурбобудування; принципи легування жароміцних корозійностійких сталей і сплавів.
Має понад 160 публікацій наукового і методичного характеру.

## Звання та нагороди
Член Російської асоціації металознавців (1994), член Нью-Йоркської академії наук (1996), член Європейської асоціації інженерної освіти (1999), академік Транспортної академії України (2000).
У 2000 р. нагороджений орденом «За заслуги» III ступеня. Має відзнаку МОН України «Відмінник освіти України». Заслужений працівник освіти України (2003). Лауреат почесної нагороди «Інтелект нації» (2004), міжнародної нагороди «Тисячоліття» (2005). За особливі заслуги перед українським народом нагороджений Почесною грамотою Верховної Ради України (2004).
Кавалер ордена «За заслуги» I ступеня (2020).
Звання «Почесний громадянин міста Запоріжжя» 2020 [Архівовано 27 жовтня 2020 у Wayback Machine.]